# Перекрытие
Перекры́тие — горизонтальная внутренняя несущая и ограждающая конструкция в здании, разделяющая его по высоте на этажи. Не считая классификации по материалу, перекрытия различают по назначению на цокольные, междуэтажные и чердачные и по форме — на плоские и сводчатые.
Из трёх основных конструктивных элементов зданий и помещений, пола, потолка и стен, два первых, как правило, представляют собой перекрытия. Поэтому эти элементы строительных конструкций имеют многовековую историю и их появление относится к началам строительства вообще.

## Основные характеристики перекрытий
В зависимости от назначения строительного объекта архитекторы, конструкторы и рядовые застройщики предъявляют к перекрытиям самые различные требования, включая, например, эстетические и даже психологические, но наиболее часто в качестве основных показателей работоспособности перекрытий используются пять основных характеристик: несущая способность (прочность), огнестойкость, сейсмостойкость, теплоизоляция и звукоизоляция.

## Классификации перекрытий
В основу классификации перекрытий могут быть положены самые различные классифицирующие признаки. Чаще всего перекрытия делят по назначению (междуэтажные, чердачные, подвальные) или материалу, из которого выполнены несущие конструкции перекрытия: деревянные, каменные, кирпичные, железобетонные, металлические, пластиковые, комбинированные. Последняя классификация наиболее распространена, но для каждой конструкции стены выбирается индивидуальное, а так же зависит от выделенного бюджета на строительство.

### Материалы перекрытий

#### Железобетонные перекрытия
В настоящее время самым распространённым видом перекрытия являются железобетонные перекрытия. Обусловлено это в первую очередь повсеместным использованием бетонных конструкций в строительстве. Все железобетонные конструкции делят на три основных вида: монолитные, сооружаемые на месте; сборные, составляемые из отдельных элементов, изготовленных заранее, и сборно-монолитные, сочетающие сборные железобетонные элементы и монолитный бетон.
В последнее время в России, под предлогом простоты в изготовлении и быстроты возведения, обосновывается необходимость монолитных железобетонных каркасов с плоскими безбалочными перекрытиями. В этом случае нагрузка от навесной системы передаётся прямо на перекрытие или наружные несущие стены и пилоны. Повышенный расход материалов на таких перекрытиях не принимают во внимание, забывая при этом, что наиболее примечательные многоэтажные зданих перекрытиях в Европе датированы 1905—1906 гг. При этом рассматривалось «Пустотелое перекрытие с лёгким заполнением», в котором «пустоты образуются деревянными ящиками или тростниковыми коробками». Спустя непродолжительное время деревянные ящики были замены в перекрытиях обожжёнными пустотелыми кирпичами или бетонными пустотелыми блоками. В 1933—1935 гг. сборно-монолитные перекрытия с деревянными ящиками были использованы на строительстве Красного театра в Ленинграде. Применение облегчённых перекрытий здесь теоретически было подкреплено отечественным учебником Рудольфа Залигера 1931 года издания. В другом известном учебнике профессора К. В. Сахновского, изданном в 1939 году, впервые упомянуты кессонные перекрытия с лёгкими камнями и приведён «Расчёт часторебристых перекрытий» в том числе кессонных. Профессор пишет, что за границей сборно-монолитные перекрытия широко распространены, в особенности в строительстве конторских и общественных зданий, где не имеется больших сосредоточенных или подвижных грузов, а у нас они только набирают популярность. В издании 1959 года К. В. Сахновский пишет: «Сборно-монолитные часторебристые перекрытия подобного типа (только с фермочками из круглой арматурной стали) до недавнего времени находили применение и у нас (в Ленинграде и на Юге); на смену им пришли сборные перекрытия». Индустриальное промышленное производство пустотных плит вытеснило сборно-монолитные перекрытия почти на полвека. Более 25 лет сборно-монолитные перекрытия в СССР распространялись, но пустотные плиты на длительное время стали законодателями моды, классикой российского строительства. Архитекторы вынуждены были под плиты адаптировать, а часто и подгонять свои проекты.

### Классификация по строению[уточнить]

#### Сводчатые перекрытия
Сводчатые перекрытия чаще всего встречаются в старых каменных домах.
Подразделяются на:
- шатровые
- кирпичные арочные
- перекрытия-оболочки